# Wonju DB Promy
Gli Wonju DB Promy sono una società professionistica di pallacanestro sudcoreana con sede a Wonju che partecipa alla Korean Basketball League (KBL), la massima divisione del campionato sudcoreano. Fondati nel 1997 come Wonju Naray Blue Bird, nel 1999 cambiarono nome in Wonju Sambo Xers, successivamente in Wonju TG Xers e Wonju TG Sambo Xers per poi assumere nel 2005 la denominazione attuale.

## Palmarès
- Campionati sudcoreani: 3

2003, 2005, 2008